# Neyruz
Pour l'ancienne commune vaudoise, voir Neyruz-sur-Moudon.
Neyruz (Néru  en patois fribourgeois) est une localité et une commune suisse du canton de Fribourg, située dans le district de la Sarine.

## Histoire
La commune de Neyruz est située sur la rive gauche de la Glâne. Elle faisait partie de la seigneurie d'Arconciel et passa par alliance de la famille de Glâne à celle de Neuchâtel entre 1138 et 1149. Dès le XIIe siècle, l'abbaye d'Hauterive devint le plus gros propriétaire terrien de Neyruz, y établit une grange et exerça la basse juridiction (siège au Châtelet). La commune fit partie des Anciennes Terres (bannière de la Neuveville) au plus tard en 1442, du district de Fribourg de 1798 à 1848. La maison d'école fut remplacée par un nouvel édifice en 1836, le bâtiment actuel de 1915 abritait l'école ménagère de 1928 à 1975.
Neyruz releva de la paroisse de Matran, puis devint paroisse en 1844. La gare ferroviaire de la commune est située sur la ligne Berne-Lausanne (tronçon Fribourg-Romont) depuis 1862. Neyruz, autrefois essentiellement agricole (élevage et cultures fourragères), développe un fort caractère résidentiel, surtout depuis la mise en service de l'autoroute A12.
Son ancien nom allemand est Rauschenbach. Son syndic a été Pascal Gendre dans les années 1990, puis Jacques Morel jusqu'en 2016 ; Martial Wicht a été syndic jusqu'en 2021.

## Géographie
Selon l'Office fédéral de la statistique, Neyruz mesure 554 ha. 15,3 % de cette superficie correspond à des surfaces d'habitat ou d'infrastructure, 57,8 % à des surfaces agricoles, 25,10 % à des surfaces boisées et 0,9 % à des surfaces improductives.
Neyruz est limitrophe d'Avry, Matran, Hauterive, Cottens et La Brillaz.

## Démographie
Selon l'Office fédéral de la statistique, Neyruz compte 2 700 habitants en 2020. Sa densité de population atteint 512 hab./km2.
Le graphique suivant résume l'évolution de la population de Neyruz entre 1850 et 2008 :

## Administration
Depuis les années 2000, Neyruz est associé à des accords de coopération éducative, économique et sanitaire avec la commune burkinabè de Petit-Samba au travers de l'Association Petit-Samba.

## Patrimoine bâti
L'église de Neyruz, dédiée à l'Immaculée Conception fut édifiée de 1845 à 1848.

## Personnalités liées à la commune
- Jean Tinguely (1925-1991) : sculpteur, peintre et dessinateur
- Jo Mettraux né en 1968 : auteur, compositeur et interprète